# Кірсановка (Маріїнський округ)
Кірса́новка (рос. Кирсановка) — присілок у складі Маріїнського округу Кемеровської області, Росія.

## Населення
Населення — 317 осіб (2010; 393 у 2002).
Національний склад (станом на 2002 рік):
- росіяни — 96 %